# Lista de telenovelas perdidas
A lista de telenovelas perdidas são telenovelas brasileiras que foram parcial ou totalmente perdidas, de modo intencional ou não.
Quanto a emissoras extintas, como a Rede Tupi, todas as novelas encontram-se incompletas em diversas instâncias, com fragmentos ou compactos preservados em acervos públicos — como a Cinemateca Brasileira — e privados.

## Lista parcial
| Ano  | Novela                          | Emissora     | Motivo                                              | Situação atual | Ref.          |
| ---- | ------------------------------- | ------------ | --------------------------------------------------- | --- | ------------- |
| 1983 | Voltei pra Você                 | TV Globo     | Descarte por baixa repercussão                      | Apenas seis capítulos preservados, sendo a novela mais recente da TV Globo que se encontra fragmentada | [ 3 ]         |
| 1982 | Sol de Verão                    | TV Globo     | Limpeza de imagens                                  | Apenas oito capítulos (incluindo um compacto especial que substituiu a reapresentação do último capítulo) e chamadas | [ 4 ]         |
| 1981 | O Amor É Nosso!                 | TV Globo     | Descarte proposital por causa do fracasso da novela | Apenas chamadas e um videoclipe de divulgação exibido no Fantástico e encerramento | [ 5 ]         |
| 1980 | Chega Mais                      | TV Globo     | Limpeza de imagens                                  | Apenas seis capítulos e chamadas | [ 6 ]         |
| 1980 | Coração Alado                   | TV Globo     | Limpeza de imagens                                  | Apenas seis capítulos e chamadas | [ 6 ]         |
| 1979 | Memórias de Amor                | TV Globo     | Limpeza de imagens                                  | Apenas seis capítulos e chamadas | [ 7 ]         |
| 1979 | Os Gigantes                     | TV Globo     | Limpeza de imagens                                  | Apenas dois capítulos e chamadas | [ 8 ]         |
| 1979 | O Todo Poderoso                 | Band         | Limpeza de imagens                                  | Apenas um trecho exibido em um especial | [ 9 ]         |
| 1978 | O Pulo do Gato                  | TV Globo     | Limpeza de imagens                                  | Apenas oito capítulos e chamadas |               |
| 1978 | Gina                            | TV Globo     | Limpeza de imagens                                  | Apenas seis capítulos e chamadas | [ 10 ]        |
| 1977 | Sinhazinha Flô                  | TV Globo     | Limpeza de imagens                                  | Apenas seis capítulos e chamadas. No entanto, segundo informações de pesquisadores, a novela estaria com a versão internacional preservada nos acervos da TV Globo, que possui os mesmos 82 capítulos, mas com minutagens diferentes | [ 11 ]        |
| 1977 | Sem Lenço, sem Documento        | TV Globo     | Limpeza de imagens                                  | Apenas seis capítulos | [ 12 ]        |
| 1977 | Espelho Mágico                  | TV Globo     | Limpeza de imagens                                  | Apenas sete capítulos e chamadas | [ 13 ]        |
| 1977 | À Sombra dos Laranjais          | TV Globo     | Limpeza de imagens                                  | Apenas seis capítulos e chamadas | [ 14 ]        |
| 1977 | Despedida de Casado             | TV Globo     | Limpeza de imagens                                  | Apenas algumas cenas soltas e abertura |               |
| 1976 | Estúpido Cupido                 | TV Globo     | Limpeza de imagens                                  | Apenas seis capítulos e chamadas |               |
| 1975 | O Grito                         | TV Globo     | Perdida em incêndio                                 | Apenas três capítulos e chamadas | [ 15 ]        |
| 1975 | Cuca Legal                      | TV Globo     | Perdida em incêndio                                 | Apenas chamadas de estreia | [ 16 ]        |
| 1975 | Helena                          | TV Globo     | Perdida em incêndio                                 | Apenas quatro capítulos e chamadas | [ 17 ]        |
| 1975 | O Noviço                        | TV Globo     | Limpeza de imagens                                  | Apenas poucas cenas e a abertura | [ 18 ]        |
| 1975 | Bravo!                          | TV Globo     | Limpeza de imagens                                  | Apenas cinco capítulos e chamadas | [ 19 ]        |
| 1975 | Roque Santeiro                  | TV Globo     | Perdida em incêndio                                 | Apenas o primeiro capítulo e chamadas | [ 20 ]        |
| 1974 | Fogo sobre Terra                | TV Globo     | Limpeza de imagens                                  | Apenas seis capítulos | [ 21 ]        |
| 1974 | Corrida do Ouro                 | TV Globo     | Limpeza de imagens                                  | Apenas seis capítulos e chamadas | [ 22 ]        |
| 1974 | O Rebu                          | TV Globo     | Perdida em incêndio                                 | Apenas dois capítulos e chamadas | [ 23 ]        |
| 1974 | Supermanoela                    | TV Globo     | Perdida em incêndio                                 | Nenhuma filmagem | [ 24 ]        |
| 1973 | Os Ossos do Barão               | TV Globo     | Perdida em incêndio                                 | Apenas chamadas de estreia e algumas poucas cenas. | [ 25 ]        |
| 1973 | O Semideus                      | TV Globo     | Perdida em incêndio                                 | Apenas chamadas de estreia e uma cena | [ 26 ]        |
| 1973 | Cavalo de Aço                   | TV Globo     | Perdida em incêndio                                 | Apenas chamadas de estreia | [ 27 ]        |
| 1973 | Carinhoso                       | TV Globo     | Limpeza de imagens                                  | Apenas nove capítulos | [ 28 ]        |
| 1972 | Uma Rosa com Amor               | TV Globo     | Limpeza de imagens                                  | Apenas seis capítulos e chamadas | [ 29 ]        |
| 1972 | Bicho do Mato                   | TV Globo     | Perdida em incêndio                                 | Apenas chamadas de estreia | [ 30 ]        |
| 1972 | O Bofe                          | TV Globo     | Perdida em incêndio                                 | Apenas chamadas de estreia | [ 31 ]        |
| 1972 | O Primeiro Amor                 | TV Globo     | Perdida em incêndio                                 | Apenas chamadas de estreia | [ 32 ]        |
| 1972 | A Patota                        | TV Globo     | Perdida em incêndio                                 | Apenas chamadas de estreia | [ 33 ]        |
| 1971 | Meu Pedacinho de Chão           | TV Globo     | Perdida em incêndio                                 | Apenas o primeiro capítulo. No entanto, o pesquisador Gabriel Yudenich possui em seu acervo os sete capítulos da obra | [ 34 ] [ 35 ] |
| 1971 | O Cafona                        | TV Globo     | Perdida em incêndio                                 | Apenas chamadas de estreia | [ 36 ]        |
| 1971 | Minha Doce Namorada             | TV Globo     | Perdida em incêndio                                 | Apenas chamadas de estreia | [ 37 ]        |
| 1971 | O Homem Que Deve Morrer         | TV Globo     | Perdida em incêndio                                 | Nenhuma filmagem | [ 38 ]        |
| 1971 | Bandeira 2                      | TV Globo     | Perdida em incêndio                                 | Apenas uma chamada de últimas semanas e uma cena | [ 39 ]        |
| 1971 | Editora Mayo, Bom Dia           | Record       | Limpeza de imagens                                  | Nenhuma filmagem | [ 40 ]        |
| 1971 | Sol Amarelo                     | Record       | Limpeza de imagens                                  | Nenhuma filmagem | [ 41 ]        |
| 1970 | As Pupilas do Senhor Reitor     | Record       | Limpeza de imagens                                  | Nenhuma filmagem | [ 42 ]        |
| 1970 | Dez Vidas                       | TV Excelsior | Perdida em incêndio                                 | Apenas dois capítulos recuperados e arquivados pela TV Cultura | [ 43 ]        |
| 1970 | A Próxima Atração               | TV Globo     | Perdida em incêndio                                 | Nenhuma filmagem | [ 44 ]        |
| 1970 | Assim na Terra como no Céu      | TV Globo     | Perdida em incêndio                                 | Nenhuma filmagem | [ 45 ]        |
| 1970 | Pigmalião 70                    | TV Globo     | Perdida em incêndio                                 | Nenhuma filmagem | [ 46 ]        |
| 1969 | Véu de Noiva                    | TV Globo     | Perdida em incêndio                                 | Apenas imagens de bastidores | [ 47 ]        |
| 1969 | Verão Vermelho                  | TV Globo     | Perdida em incêndio                                 | Apenas imagens de bastidores | [ 48 ]        |
| 1969 | O Bolha                         | Band         | Limpeza de imagens                                  | Nenhuma filmagem | [ 49 ]        |
| 1969 | Super Plá                       | TV Tupi      | Limpeza de imagens                                  | Nenhuma filmagem | [ 50 ]        |
| 1968 | Beto Rockfeller                 | TV Tupi      | Limpeza de imagens                                  | Apenas seis capítulos recuperados e arquivados pela TV Cultura | [ 51 ] [ 52 ] |
| 1968 | A Muralha                       | TV Excelsior | Perdida em incêndio                                 | Apenas dois capítulos recuperados e arquivados pela TV Cultura | [ 35 ]        |
| 1968 | A Grande Mentira                | TV Globo     | Limpeza de imagens                                  | Nenhuma filmagem | [ 53 ]        |
| 1968 | Passo dos Ventos                | TV Globo     | Limpeza de imagens                                  | Nenhuma filmagem | [ 54 ]        |
| 1968 | A Gata de Vison                 | TV Globo     | Limpeza de imagens                                  | Nenhuma filmagem | [ 55 ]        |
| 1968 | O Santo Mestiço                 | TV Globo     | Limpeza de imagens                                  | Nenhuma filmagem | [ 56 ]        |
| 1967 | Anastácia, a Mulher sem Destino | TV Globo     | Limpeza de imagens                                  | Nenhuma filmagem | [ 57 ]        |
| 1967 | A Sombra de Rebecca             | TV Globo     | Limpeza de imagens                                  | Nenhuma filmagem | [ 58 ]        |
| 1967 | Demian, o Justiceiro            | TV Globo     | Limpeza de imagens                                  | Nenhuma filmagem | [ 59 ]        |
| 1967 | Sangue e Areia                  | TV Globo     | Limpeza de imagens                                  | Nenhuma filmagem | [ 60 ]        |
| 1967 | A Rainha Louca                  | TV Globo     | Limpeza de imagens                                  | Nenhuma filmagem | [ 61 ]        |
| 1966 | O Rei dos Ciganos               | TV Globo     | Limpeza de imagens                                  | Nenhuma filmagem | [ 62 ]        |
| 1966 | O Sheik de Agadir               | TV Globo     | Limpeza de imagens                                  | Apenas imagens de bastidores | [ 63 ]        |
| 1966 | Eu Compro Esta Mulher           | TV Globo     | Limpeza de imagens                                  | Nenhuma filmagem | [ 64 ]        |
| 1965 | Padre Tião                      | TV Globo     | Limpeza de imagens                                  | Nenhuma filmagem | [ 65 ]        |
| 1965 | O Ébrio                         | TV Globo     | Limpeza de imagens                                  | Nenhuma filmagem | [ 66 ]        |
| 1965 | Um Rosto de Mulher              | TV Globo     | Limpeza de imagens                                  | Nenhuma filmagem | [ 67 ]        |
| 1965 | Rosinha do Sobrado              | TV Globo     | Limpeza de imagens                                  | Nenhuma filmagem | [ 68 ]        |
| 1965 | A Moreninha                     | TV Globo     | Limpeza de imagens                                  | Nenhuma filmagem | [ 69 ]        |
| 1965 | Paixão de Outono                | TV Globo     | Limpeza de imagens                                  | Nenhuma filmagem | [ 70 ]        |
| 1965 | Marina                          | TV Globo     | Limpeza de imagens                                  | Nenhuma filmagem | [ 71 ]        |
| 1965 | Ilusões Perdidas                | TV Globo     | Limpeza de imagens                                  | Nenhuma filmagem | [ 72 ]        |
| 1963 | 2-5499 Ocupado                  | TV Excelsior | Perdida em incêndio                                 | Nenhuma filmagem | [ 73 ]        |
| 1956 | Voo 509                         | Record       | Ao vivo                                             | Nenhuma filmagem | ?             |
| 1954 | A Muralha                       | Record       | Ao vivo                                             | Nenhuma filmagem | ?             |
| 1951 | Sua Vida Me Pertence            | TV Tupi      | Ao vivo                                             | Apenas imagens de bastidores | [ 74 ]        |